# 性学资料库
性学资料库（英語：Archive for Sexology）是由德国社会科学家和性学家Erwin J. Haeberle创办、撰写的性健康课程网站。该网站提供包括中文在内的多语言版本。网站中文翻译版本由中国大陆性学家彭晓辉提供。
世界范围内最方便的性医学互联网服务。——德国医学中央图书馆，科隆

## 外部連結
- 性学资料库 （页面存档备份，存于）
- 性学资料库（简体中文版） （页面存档备份，存于）
- 性学资料库（繁体中文版） （页面存档备份，存于）